# Пабраде
Пабраде чи Підброддя (лит. Pabradė) — місто в Швянченіському районі, в 30 км на північний захід від Швянченіса, на шосе «Вільнюс-Даугавпілс».

## Географія
Розташовується біля злиття річок Жеймяна і Дубінга. Територія міста займає площу 1111 га. Через залізничну станцію Пабраде проходить залізнична дорога «Вільнюс-Даугавпілс».
Недалеко від міста знаходяться кілька озер: найбільш відвідувані Вяльнюкас (лит. Velniukas) і Лаумяна (лит. Laumena) в 3 і 7 км від Пабраде.

## Історія
Маєток Пабраде згадується з другої половини XV століття. Першими власниками були Анджей і Єжи Насіловські, що продали свої землі впливовому вельможі Юрію Радзівіллу, батькові Варвари Радзивілл. Пізніше маєтком володіли Михайло Радзивілл, Ян Свейковських, Михайло Тізенгаузен (1672), потім ще кілька власників, а з 1751 року — Франциск Абрамович. Через п'ять років маєток придбав віленський єпископ Ігнаци Масальський. З 1789 року власником маєтку був великий гетьман литовський Симон Мартин Косаківський.
Поштовх розвитку населеного пункту дала побудова залізниці Санкт-Петербург-Дінабург-Вільно-Варшава в 1860-х роках. У 1915—1919 роках Пабраде був повітовим центром. У 1920—1939 роках містечко Пабраде входило до складу приєднаного до Польщі Віленського краю.
У Зулово, в 13 км від Побродзе, народився Юзеф Пілсудський. У 1929 році його стараннями в Пабраде була побудована школа, якій було присвоєно ім'я Пілсудського.
До 1950 року Пабраде — волосний центр, в 1950—1959 роках — районний центр. Побудована в 1960 році кабельна фабрика в 1964 році була реорганізована в завод рахункових машин.
У 2006 році декретом президента Литви був затверджений герб міста.
1. ↑  Чисельність населення міст Литви на початок року — State Data Agency of Lithuania, 2023.